# Сергино (Куйбышевский район)
Сергино — село в Куйбышевском районе Новосибирской области. Административный центр Сергинского сельсовета.

## География
Площадь села — 97 гектаров.

## Население
| 2002 | 2007 | 2010 |
| ---- | ---- | ---- |
| 284  | ↘265 | ↘167 |

## Инфраструктура
В селе по данным на 2007 год функционируют 1 учреждение здравоохранения и 1 учреждение образования.